# Ross Lynch
Ross Shor Lynch (født 29. december 1995) er en amerikansk skuespiller, sanger og danser. Han er en af de stiftende medlemmer af poprock bandet R5 og The Driver Era. Han har spillet med  i Disney Channel-serien Austin og Ally som Austin.

## Opvækst
Ross blev født den 29. december 1995 i Littleton, Colorado hvor han også voksede op. Han har tre ældre søskende (Riker, Rydel og Rocky) og en yngre bror (Ryland). Han blev undervist hjemme fra fjerde klasse.

## Karriere
Lynch startede i et band ved navn R5 som han har sammen med sine ældre søskende og en af deres venner. I 2010 udgav de en EP med titlen Ready Set Rock.
Han blev opdaget af Disney Channel i 2011 og blev valgt til at spille Austin i Disney Channels nye tv-serie, Austin og Ally. Anden sæson havde præmiere i USA marts 2012. Han har også været med i Disney Channels Jessie der har Debby Ryan i hovedrollen.
Han ses som hovedrollen i Disney Channel filmene Teen Beach og Teen Beach 2 som Brady.
Lynch har også indspillet de fleste af sangene fra Austin og Ally. Heraf Without You, Double Take, Break Down the Walls, A Billion Hits, Not a Love Song, It's Me It's You og Better Together.

## Filmografi
- So You Think You Can Dance (2009)
- Mosies Rule! (2009)
- Austin & Ally (2011-2016)
- Teen Beach (2013)
- Teen Beach 2 (2015)
- Status Update (2018)
- My Friend Dahmer (2018)
- Chilling Adventures of Sabrina (2020)

Singles
- A Billion Hits (2011)
- Not A Love Song (2012)
- Heard It On the Radio (2012)
- Can You Feel It (2012)

Musikvideoer
- Without You (2010) – R5 Sang
- Never (2010) – R5 Sang
- Can't Get Enough Of You (2010) – R5 Sang
- Love Me (2010) – Justin Bieber Cover (R5 Sang)
- Ordinary Girl (2010) – Hannah Montana Cover (R5 Sang)
- Marry You (2011) – Bruno Mars Cover (R5 Sang)
- Say You'll Stay – R5 Sang
- Heard It on the Radio (2012)
- Loud (2013) – R5 Sang
- Pass me by (2013) – R5 sang
- Forget About You (2014) – R5 sang

Albums
- Ready Set Rock – EP (2010)
- Say You'll Stay (2011)
- Austin & Ally Soundtrack (2012)
- Disney Channel Holiday Playlist (2012)
- Make Your Mark: Ultimate Playlist (2012)
- Louder (2013)